# Shandalu
Shandalu (kinesiska: 山大路街道, 山大路) är en socken i Kina. Den ligger i provinsen Shandong, i den östra delen av landet, nära eller i provinshuvudstaden Jinan. Antalet invånare är 67 135. Befolkningen består av 33 929 kvinnor och 33 206 män. Barn under 15 år utgör 8,0 %, vuxna 15-64 år 83 %, och äldre över 65 år 7,0 %.
Genomsnittlig årsnederbörd är 841 millimeter. Den regnigaste månaden är juli, med i genomsnitt 315 mm nederbörd, och den torraste är januari, med 6 mm nederbörd.